# Meliosma subcordata
Meliosma subcordata är en tvåhjärtbladig växtart som beskrevs av Paul Carpenter Standley. Meliosma subcordata ingår i släktet Meliosma och familjen Sabiaceae. Inga underarter finns listade.